# FOSS Family Office Advisory
FOSS Family Office Advisory ist ein Family-Office-Beratungsdienst der Union Bancaire Privée. Die Genfer Privatbank UBP gehört zu den Vermögensverwaltungsbanken der Schweiz und verwaltet CHF 140,3 Mrd. Kundenvermögen.

## Geschichte
FOSS wurde im Jahr 2014 mit dem ursprünglichen Namen «FOSS Family Office Services Switzerland» in der Schweiz gegründet, um die wachsende Nachfrage von wohlhabenden Familien nach Dienstleistungen von Single- und Multi Family Offices zu befriedigen. Seit März 2019 ist FOSS auch in Hongkong und Singapur vertreten.

## Auszeichnungen
UBP wurde für die Gründung von FOSS Family Office Advisory international mit mehreren Preisen ausgezeichnet, wie z. B.:
- 2015 WealthBriefing Switzerland & Liechtenstein Awards – Winner – «Client Initiative»[2]
- 2016 Spear’s Russia Wealth Management Awards – Winner – «Best Innovation in Private Banking & Wealth Management»[3]
- 2017 Private Banker International Switzerland Awards 2017 – Winner – «Editor’s Choice Award – Innovative Family Office Advisor»[4]
- 2019 WealthBriefing MENA-Region Awards – Winner – «Best Family Office Advisory offering»[5]